# Wapen van Diever

Wapen van Diever

Het wapen van Diever bestaat uit een ontwerp van G.A. Bontekoe van de voormalige gemeente Diever. De beschrijving luidt: 
"In hermelijn een paal, gedwarsbalkt van keel en zilver van zestien stukken, rechts boven vergezeld van een kraaghalskruikje van hunebedaardewerk en links onder van een eschdoorblad, beide van keel. Het schild gedekt met een gouden kroon van drie bladeren en twee paarlen."

## Geschiedenis
De paal met de zestien dwarsbalken staat symbool voor het feit dat men in het Dieverder dingspel de landmaat "roede" zestien voeten aanhield, waar de andere dingspelen veertien aanhielden. Het kraaghalskruikje is een kruikvorm die volgens professor Van Giffen nergens anders voorkomt, behalve bij het hunebeddenvolk. Het kruikje is een herinnering aan het hunebed dat nog altijd aanwezig is op het grondgebied van de voormalige gemeente. Het esdoornblad is afkomstig van het wapen van Canada, een herinnering aan de vrijwilligers die een brug bouwden, waardoor de Canadezen sneller dan gepland het noorden (met name Friesland) kon bevrijden. De bevrijding verhinderde een grote executie onder bewoners van Diever, zoals daags daarvoor uitgevoerd werd. Het pelswerk op het schild is puur decoratief. Het wapen werd aan de gemeente verleend op 3 september 1946 bij Koninklijk Besluit. In 1998 werd de gemeente opgeheven en toegevoegd aan de nieuwe gemeente Westerveld. Er werden geen elementen van het wapen van Diever overgenomen in het wapen van Westerveld.